# Civitella d'Agliano
Civitella d'Agliano er en italiensk by (og kommune) i regionen Lazio i Italien, med omkring 1.441(2023) indbyggere.